# Грінвілл (переписна місцевість, Мен)
Грінвілл (англ. Greenville) — переписна місцевість (CDP) в США, в окрузі Піскатаквіс штату Мен. Населення — 1010 осіб (2020).

## Географія
Грінвілл розташований за координатами 45°27′58″ пн. ш. 69°34′40″ зх. д. / 45.46611° пн. ш. 69.57778° зх. д. (45.466113, -69.577856).  За даними Бюро перепису населення США в 2010 році переписна місцевість мала площу 12,39 км², з яких 10,66 км² — суходіл та 1,73 км² — водойми.

## Демографія
Згідно з переписом 2010 року, у переписній місцевості мешкало 1257 осіб у 615 домогосподарствах у складі 352 родин. Густота населення становила 101 особа/км².  Було 967 помешкань (78/км²).
Расовий склад населення:
| - 98,4 % — білих - 0,5 % — корінних американців - 0,1 % — азіатів |

До двох чи більше рас належало 1,0 %. Частка іспаномовних становила 0,2 % від усіх жителів.
За віковим діапазоном населення розподілялося таким чином: 17,3 % — особи молодші 18 років, 58,4 % — особи у віці 18—64 років, 24,3 % — особи у віці 65 років та старші. Медіана віку мешканця становила 50,9 року. На 100 осіб жіночої статі у переписній місцевості припадало 90,5 чоловіків;  на 100 жінок у віці від 18 років та старших — 86,5 чоловіків також старших 18 років.
Середній дохід на одне домашнє господарство  становив 42 167 доларів США (медіана — 31 630), а середній дохід на одну сім'ю — 44 667 доларів (медіана — 28 955). Медіана доходів становила 31 719 доларів для чоловіків та 24 292 долари для жінок. За межею бідності перебувало 37,1 % осіб, у тому числі 55,4 % дітей у віці до 18 років та 8,3 % осіб у віці 65 років та старших.
Цивільне працевлаштоване населення становило 487 осіб. Основні галузі зайнятості: освіта, охорона здоров'я та соціальна допомога — 28,1 %, мистецтво, розваги та відпочинок — 17,7 %, роздрібна торгівля — 10,5 %, будівництво — 8,2 %.